# Triaenodes vespertinus
Triaenodes vespertinus là một loài Trichoptera trong họ Leptoceridae. Chúng phân bố ở miền Australasia.